# GoTo
GoTo (bis Anfang 2022 LogMeIn) ist ein US-amerikanisches Softwareunternehmen mit Sitz in Boston, das sich auf Fernwartungsdienste spezialisiert hat. Dazu verwendet GoTo ein proprietäres, mit SSL verschlüsseltes Protokoll.
Etwa jeweils die Hälfte des Umsatzes wurden 2017 in den Bereichen Webkonferenzen und Fernwartung (Remote Access & Remote Support) erwirtschaftet.

## Geschichte
LogMeIn wurde 2003 unter dem Namen 3am Labs in Budapest gegründet. 2006 änderte sich der Name in „LogMeIn“. 2007 übernahm LogMeIn Hamachi, eine bekannte VPN-Software.
Am 30. Juni 2009 erfolgte der Börsengang.
2012 zog LogMeIn von Woburn nach Boston (Massachusetts) um.
Im Oktober 2015 übernahm das Unternehmen den Anbieter des Passwortmanagers LastPass.
Im Juli 2016 gab LogMeIn die Übernahme der GoTo-Sparte von Citrix für 1,8 Mrd. $ bekannt. Der eigene Geschäftsbereich Goto wird in einem Reverse Morris Trust damit verschmolzen und das neue Unternehmen wird anschließend unter dem Namen GetGo ausgegliedert.
Im Dezember 2019 informierte LogMeIn per Pressemitteilung, an Tochtergesellschaften von Francisco Partners verkauft zu werden. Die Übernahme wurde im August 2020 für 4,3 Milliarden US-Dollar abgeschlossen.

## Produkte
- LogMeIn Pro
- LogMeIn Central
- LogMeIn Rescue
- LogMeIn Hamachi
- LogMeIn Backup
- join.me
- RemotelyAnywhere
- Bold360
- LastPass
- GoToAssist
- GoToMeeting
- GoToMyPC
- GoToTraining
- GoToWebinar
- Grasshopper
- Nanorep